# Ловозеро (аэропорт)
Аэропорт Лово́зеро — аэропорт регионального значения, расположенный в городском поселении Ловозеро Ловозерского района Мурманской области.
Обслуживает местные авиалинии Мурманской области. Регулярное расписание достаточно условно. Из аэропорта выполняются полёты по маршрутам: Ловозеро — Краснощелье и Ловозеро — Краснощелье — Каневка — Сосновка. Рейсы выполняются на ВС типа Ми-8 в грузопассажирском варианте. Время вылета из Ловозеро ориентировочно в 9 утра, либо по окончании загрузки вертолёта. Длительность полёта до Краснощелья примерно 1 час 50 минут. Время обратного вылета из Краснощелья или продолжения полёта по маршруту в с. Каневку определяется временем окончания разгрузки вертолёта и посадки-высадки пассажиров. Продажа билетов на каждый рейс в день вылета.
Обслуживание рейсов выполняет Вологодское авиапредприятие.

## Принимаемые типыВС
Аэропорт принимает Ан-2, Ан-12, Ан-24, Ан-26, Л-410, Як-40 и др. типы ВС 3-4 класса, вертолёты всех типов.

## Транспортная доступность
Из села Ловозеро ходит автобус № 102.